# Mattie
Mattie là một đô thị ở tỉnh Torino trong vùng Piedmont, có vị trí cách khoảng 45 km về phía tây của Torino. Tại thời điểm ngày 31 tháng 12 năm 2004, đô thị này có dân số 710 người và diện tích là 27,7 km².
Mattie giáp các đô thị: Bussoleno, Susa, Meana di Susa, Roure, và Fenestrelle.